# Казачье войско
Казачье войско — воинское формирование (войско), комплектуемое из числа лиц казачьего сословия или состояния; первоначально возникшие как объединения вольных и беглых людей вне какой бы то ни было государственной административной юрисдикции, казачьи войска позднее входили в состав вооружённых сил Русского царства, а затем — и Российской империи, а также Польско-литовской республики и Османской империи.

У нашего великого государя, против его государских недругов, рать собирается многая и несчётная, а строения бывает разного: …

Казаки донские, терские, яицкие бьются огненным боем; а запорожские черкасы — и огненным, и лучным.— Описание Русского войска, данное Козимо Медичи, во Флоренции, стольником И. И. Чемодановым, послом в Венеции, в 1656 году.
С появлением в России в конце XVII века регулярной армии до 70-х годов XIX века казаки причислялись к иррегулярным войскам России.
В 1874 году система рекрутских наборов в России была заменена всеобщей воинской повинностью, и порядок службы казаков стал определяться принятым в 1875 году уставом воинской повинности Донского войска.
Именно с этого времени в официальных документах исчезает термин «иррегулярные войска» и юридически закрепляется понятие «казачьи войска».

## Состав
На начало XX века в России насчитывалось 11 казачьих войск численностью около трёх миллионов человек; крупнейшим являлось Войско Донское. В мирное время казаки выставляли 17 полков и 6 отдельных сотен Донского казачьего войска, 11 полков и 1 дивизион Кубанского войска, 4 полка и 4 местные команды Терского войска, 6 полков, 1 дивизион и 2 сотни Оренбургского войска, 3 полка и 2 команды Уральского войска, 3 полка Сибирского войска, 1 полк Семиреченского войска, 4 полка Забайкальского войска, 1 полк Амурского войска, 1 дивизион Уссурийского войска, 2 сотни иркутских и красноярских казаков.
- Казачье войско на марше. Начало XX века
- Карта Владений Войска Донского, составленная в 1778 году инженер-генерал-майором А. И. Ригельманом
- Пиратский К. К. Генерал Армейских Казачьих частей. 1855 год[3]

Кроме того, казаки выставляли три лейб-гвардейских полка (Казачий лейб-гвардии полк, Атаманский лейб-гвардии полк и Сводно-Казачий лейб-гвардии полк). Помимо них были ещё 6-я Донская казачья Его Величества батарея и Собственный Его Императорского Величества Конвой из 4 сотен. В военное время казаки были обязаны выставить до 146 полков, 41 сотню, 22 пеших батальона и 38 батарей конной артиллерии, общим штатом 178 тысяч человек.

## Порядок службы
Все казаки мужского пола считались обязанными военной службе со сроком 20 лет. В отличие от регулярной армии и флота, призыв в которые был обусловлен рядом льгот и изъятий, казаки были обязаны службе все поголовно. Начиная с 18-летнего возраста казак числился в приготовительном разряде в течение трёх лет. В течение этого времени он был обязан обзавестись конём и обмундированием. Затем казак зачислялся в строевой разряд, и проходил действительную службу в течение четырёх лет, после чего переводился «на льготу». Казаки «на льготе» продолжали числиться в «льготных» частях, первые четыре года — второй очереди, затем переводились из строевого разряда в запасной, и в части третьей очереди, но фактически все казаки «на льготе» уже не служили. В 33 года казак переводился в запас, в 38 лет — в ополчение.
Таким образом, организация казачьих частей отличалась от существовавшей в регулярной армии — до двух третей казачьих частей в мирное время числились «на льготе», то есть фактически не существовали, а формировались лишь при мобилизации. В то же время в регулярных армейских частях в мирное время назначался небольшой кадр, выполнявший роль организационного ядра по мобилизации, обычно в составе одного штаб-офицера, шести обер-офицеров и сорока нижних чинов. Мобилизация по военному времени регулярных войск и иррегулярных отличалась: в регулярных войсках увеличивался состав частей, но не их количество, в казачьих увеличивалось и количество частей за счёт мобилизации полков, состоявших «на льготе».
- Казаки гвардейских полков
- Группа чинов Лейб-гвардии Атаманского полка. 1857
- Казаки Лейб-гвардии Уральской казачьей сотни
- Казак Лейб-гвардии Казачьего полка
- Урядник Сибирской полусотни 3-й сотни Лейб-гвардии Сводно-Казачьего полка. 1914

## Органы военного управления казачьими войсками
В Русском государстве центральным органом военного управлением казаков и городовых казаков был сначала Стрелецкий приказ, а затем — Разрядный приказ и Казачий приказ.
Казаками в Сибири ведал Сибирский приказ, Днепровскими (Запорожскими и Малороссийскими) казаками — Малороссийский приказ, мещерскими казаками — Мещерский приказ, смоленскими грунтовыми казаками — Приказ Смоленского разряда.
В Российской империи службой казаков заведовали (период):
- Военная коллегия (1721—1802);
- Военное министерство (1802—1835);
- Департамент военных поселений Военного министерства (1835—1857);
- Управление (с 1867 года — Главное управление) иррегулярных войск (1857—1879);
- Главное управление казачьих войск (1879—1910);
- Казачий отдел Главного штаба (1910—1918).

## Казачьи войска России
В различные периоды истории в состав вооружённых сил России входили следующие казачьи войска:
- Азовское казачье войско;
- Астраханское казачье войско;
- Башкирское войско;
- Бугское казачье войско;
- Волжское казачье войско;
- Дунайское войско;
- Войско Донское;
- Екатеринославское казачье войско;
- Запорожское войско;
- Кавказское линейное войско;
- Калмыцкое войско;
- Кубанское казачье войско;
- Оренбургское казачье войско;
- Семиреченское войско;
- Исетское казачье войско;
- Сибирское линейное казачье войско́;
- Терское казачье войско;
- Уссурийское казачье войско;
- Уральское казачье войско;
- Черноморское казачье войско;
- Забайкальское казачье войско;
- и другие.

Планировалось создать также Сунгарийское (Китай), Алайское (Киргизия), Туркестанское и Алтайское (при Колчаке — с приписными инородцами) казачьи войска.

### Казачьи войска на начало XX века
На момент переписи населения 1897 года суммарная численность казаков в России составляла 2 928 842 человека (мужчин и женщин), или 2,3 % всего населения без учёта Финляндии.
К началу Первой мировой войны существовало одиннадцать казачьих войск:
- Донское казачье войско, старшинство — 1570 год;
- Оренбургское казачье войско, 1574;
- Терское казачье войско, 1577;
- Сибирское казачье войско, 1582;
- Уральское казачье войско, 1591 (до 1775 — Яицкое);
- Забайкальское казачье войско, 1655;
- Кубанское казачье войско, 1696;
- Астраханское казачье войско, 1750;
- Семиреченское казачье войско, 1852;
- Амурское казачье войско, 1858;
- Уссурийское казачье войско, 1865.

В конце XIX века в Маньчжурии, на берегах реки Желта (позже переименована в Желтугу, китайское название — Мохэ), притоке Албазихи, втекающей в Амур, было образовано квазигосударство Желтугинская республика — самоуправляемая казачья община из китайских (албазинцев) и русских казаков-золотопромышленников.
Во время распада Российской империи, гражданской войны и интервенции в России были провозглашены несколько казачьих государственных образований:
- Кубанская народная республика
- Всевеликое войско Донское
- Оренбургский край
- Забайкальская казачья республика

Также гражданская война стала толчком для возрождения казачества на Украине. Так в Украинской народной республике было создано «вольное казачество», украинская армия использовала традиционную казацкую войсковую атрибутику, структуру, систему званий, а позднее, в ходе государственного переворота, был восстановлен и институт гетманства — провозглашена Украинская держава.
Идею возрождения казачества использовали и большевики. Так, после начала конфронтации между Украинской народной республикой и Советской Россией последней было создано «червонное казачество». Оно фактически стало армией провозглашённой с началом конфронтации украинской автономии в составе Советской России, которую большевики позиционировали как противовес буржуазной Украинской народной республике. Несмотря на то, что автономная Украинская народная республика советов была ликвидирована ещё весной 1918 года, «червонное казачество» в различных формах просуществовало ещё 20 лет и было упразднено в 1938 году.
А в ходе советизации Дона, Кубани и Терека большевики провозгласили автономные Донскую, Кубанскую и Терскую советские республики, однако все они не получили поддержки основной части казачьего населения и были ликвидированы в ходе антисоветских восстаний и выступлений.

### Цвета казачьих войск
Форма одежды по состоянию на конец XIX — начало XX века:

#### Степовые казачьи войска
- Донское казачье войско:
  - Конные полки: 
    - металлический прибор – белый;
    - погоны темно-синие с алыми выпушками; 
    - чекмень темно-синий, с алыми выпушками;
    - шаровары серо-синие с алыми лампасами;
    - фуражка: тулья темно-синяя, выпушка по тулье алая, околыш алый;
    - клапаны на шинели и пальто алые;
    - папаха черного меха с алым колпаком.
- Оренбургское казачье войско:
  - Конные полки: 
    - металлический прибор – белый;
    - погоны синие; 
    - чекмень темно-зеленый, со светло-синими выпушками;
    - шаровары серо-синие со светло-синими лампасами,
    - фуражка: тулья темно-зеленая, выпушка по тулье светло-синяя, околыш светло-синий;
    - клапаны на шинели и пальто светло-синие;
    - папаха черного меха со светло-синим колпаком.
- Забайкальское, Уссурийское и Иркутское казачьи войска:
  - Конные полки, дивизионы и сотни и пешие батальоны: 
    - металлический прибор – белый;
    - погоны желтые; 
    - чекмень темно-зеленый, с желтыми выпушками;
    - шаровары серо-синие с желтыми лампасами;
    - фуражка: тулья темно-зеленая, выпушка по тулье желтая, околыш желтый;
    - клапаны на шинели и пальто желтые;
    - папаха черного меха с желтым колпаком.
- Уральское и Семиреченкое казачьи войска:
  - Конные полки: 
    - металлический прибор – белый;
    - погоны малиновые; 
    - чекмень темно-синий, с малиновыми выпушками;
    - шаровары серо-синие с малиновыми лампасами,
    - фуражка: тулья темно-синяя, выпушка по тулье малиновая, околыш малиновый;
    - клапаны на шинели и пальто малиновый;
    - папаха черного меха с малиновым колпаком.
- Сибирское казачье войско:
  - Конные полки: 
    - металлический прибор – белый;
    - погоны алые; 
    - чекмень темно-зеленый, с алыми выпушками;
    - шаровары серо-синие с алыми лампасами;
    - фуражка: тулья темно-зеленая, выпушка по тулье алая, околыш алый;
    - клапаны на шинели и пальто алые;
    - папаха черного меха с алым колпаком.
- Астраханское казачье войско:
  - Конные полки: 
    - металлический прибор – белый;
    - погоны желтые;
    - чекмень темно-синий, с желтыми выпушками;
    - шаровары серо-синие с желтыми лампасами;
    - фуражка: тулья темно-синяя, выпушка по тулье желтая, околыш желтый;
    - клапаны на шинели и пальто желтые;
    - папаха черного меха с желтым колпаком.
- Амурское казачье войско:
  - Конный полк:
    - металлический прибор – белый;
    - погоны тёмно-зеленые с желтой выпушкой; 
    - чекмень темно-зеленый, с желтыми выпушками;
    - шаровары серо-синие с желтыми лампасами;
    - фуражка: тулья темно-зеленая, выпушка по тулье желтая, околыш желтый;
    - клапаны на шинели и пальто желтые;
    - папаха черного меха с желтым колпаком.
- Конные батареи всех степовых войск:
  - металлический прибор – желтый;
  - погоны алые;
  - чекмень темно-зеленый, с алыми выпушками , у офицеров черные бархатные воротники и обшлага;
  - шаровары серо-синие с алыми лампасами,
  - фуражка: тулья темно-зеленая, выпушки по тулье и околышу алая, околыш темно-зеленый.
  - клапаны на шинели и пальто черные с алой выпушкой
  - папаха черного меха с алым колпаком.

#### Кавказские казачьи войска
- Кубанское казачье войско:
  - Конные полки и сотни:
    - металлический прибор белый;
    - погоны алые;
    - черкеска черная или серая, бешмет алый;
    - шаровары серо-синие с алой выпушкой;
    - фуражка: тулья темно-зеленая, выпушка по тулье алая, околыш алый.
    - клапаны на шинели и пальто черные с алой выпушкой
    - папаха черного меха с алым колпаком.

  - Пластунские батальоны:
    - металлический прибор желтый;
    - погоны малиновые;
    - черкеска черная или серая, бешмет черный;
    - шаровары черные с малиновой выпушкой;
    - фуражка: тулья темно-зеленая, выпушки по тулье и околышу малиновые, околыш темно-зеленый;
    - клапаны на шинели и пальто черные с алой выпушкой;
    - папаха черного меха с черным колпаком.

  - Местные пешие команды:
    - металлический прибор желтый;
    - погоны алые;
    - черкеска черная или серая, бешмет черный;
    - шаровары черные с алой выпушкой;
    - фуражка: тулья темно-зеленая, выпушки по тулье и околышу алая, околыш темно-зеленый;
    - клапаны на шинели и пальто алые;
    - папаха черного меха с черным колпаком.

- Терское казачье войско:
  - Конные полки и сотни:
    - металлический прибор белый;
    - погоны светло-синие; 
    - черкеска черная или серая, бешмет светло-синий;
    - шаровары серо-синие со светло-синей выпушкой;
    - фуражка: тулья темно-зеленая, выпушки по тулье светло-синяя, околыш светло-синий.
    - клапаны на шинели и пальто черные со светло-синей выпушкой
    - папаха черного меха со светло-синим колпаком.

  - Конные батареи кавказских казачьих войск:
    - металлический прибор желтый;
    - погоны алые;
    - черкеска черная или серая, бешмет черный;
    - шаровары черные с алый выпушкой;
    - фуражка: тулья темно-зеленая, выпушки по тулье и околышу алая, околыш черный
    - клапаны на шинели и пальто алые;
    - папаха черного меха с черным колпаком.

## Казачьи войска в филателии
- Почтовые марки России, 2010-2012 годы
- Донское казачье войско
- Кубанское казачье войско
- Терское казачье войско
- Амурское казачье войско
- Астраханское казачье войско
- Волжское казачье войско
- Енисейское, Оренбургское и Уссурийское казачьи войска

### Почтовые марки Украины
- Казаки на Чёрном море (1920)
- 500-летие украинского казачества (1991)  (Mi #71)
- Казачьи песни (2008)
 (Mi #947)